# カイ・コールマイヤー
カイ・コールマイヤー（Kay Kohlmeyer、1950年3月18日 - ）は、ドイツの考古学者。

## 生涯
ブラウンシュヴァイクのギムナジウム・マルティノ＝カタリーナムを卒業後、ベルリン自由大学で1968年から1969年まで古典考古学を学び、その後1976年までは近東考古学を学ぶ。
ベルリン自由大学卒業後はシリアのハブバ・カビラ（1970～1975年）とテル・ビア（1980～1981年）の発掘調査に参加した後、1981年にヒッタイト大王国時代の岩絵に関する論文でベルリン自由大学から博士号を取得。ベルリンの先史・初期史博物館、ドイツ東洋協会、ドイツ考古学研究所を経て、1994年よりドイツ国立考古学研究所（HTW）教授。研究テーマはシリアとアナトリアの考古学。1996年からアレッポの大モスク、城塞、天気神の神殿の発掘に携わる。